# 黎民範
黎民範（1566年—？），号鳳旴，江西建昌府南城县人，明朝政治人物。

## 生平
萬曆二十二年（1594年）甲午科江西乡试舉人，二十六年（1598年）戊戌科進士，吏部觀政，二十八年授扬州府推官，三十年補宁波府，三十三年改浦城知县，三十七年改南京都察院司务，四十年升南京刑部山东司郎中，四十四年官宝庆府知府，四十七年二月升雲南按察副使。